# Анаклија
Анаклија (груз. ანაკლია) је обалски град у Грузији. Према подацима из 2014. у граду је живело 1.331 становника.

## Становништво
Према процени, у граду је 2014. живело 1.331 становника.
| 1989. | 2002. | 2014. |
| ----- | ----- | ----- |
| -     | 2.522 | 1.331 |